# Museo del Vestuario Típico y la Tradición de Guardiagrele
El Museo del Vestuario Típico y la Tradición nace de un proyecto histórico realizado en los años 80, dirigido por un grupo de apasionados y ejecutado por los estudiantes del Liceo de Guardiagrele. En la actualidad es coordinado por el Proloco "Puerta de la Majella".

## La sede
Se encuentra en el primer piso del antiguo convento de San Francesco construido entre el 1800 y 1900. El 2 de agosto del 2014 luego de un extenso y minucioso restauro financiado por la integración de proyectos territoriales(PIT) de la Uniòn Europea, el museo reinicia sus actividades el 2 de agosto del 2014

## El catálogo
El museo cuenta la historia de la vida cotidiana de la familia pratriarcal, también aquella de la comunidad agrícola y artesana a través de objetos y documentos que son testimonio de la historia encontrada a lo largo de los años.
La muestra tiene como objetivo sumergir al visitante en una experiencia que traslada al 1800-1900 a través de los objetos descubiertos. Cuentan con un amplio catálogo con vestidos de una antigua población y un repertorio con un aproximado de 700 objetos y vestidos tradicionales.
Los objetos se encuentran en una sala que reconstruye el ambiente más característico de la vida doméstica y del trabajador artesano. En cada local se observan elementos auténticos primordiales a la época, organizados por su estilo, del siguiente modo:
- Sala del arte y artesanía: se observan utensilios dedicados a la parte agrícola, trabajadora y artesana, tantos objetos, en nuestros días no vienen utilizados más y son vinculados a profesionales artesanos de la época (ceramistas, teñidores, carpinteros) ; son de ejemplo instrumento de labranza y cortador de madera antiguo

- Cocina: se encuentran presentes objetos que venían utilizado especialmente por mujeres: tapas, ollas, balanzas, planchas de ropa, paños, objetos atribuidos al tejido y bordado, vajillas, herramientas, hornos y lámparas.

- Habitación: en la sala se encuentran objetos vinculados al vestuario y a las sabanas típicas de aquellos años, como: silla de baño y cubrecamas.

Los elementos de vestuario, nos regresan a las habitudes y tradiciones matrimoniales de la época; y también a una zona dedicada a vestidos y joyas femeninas realizadas artesanalmente.

## La estructura
El museo fue construido en plaza San Francesco y se encuentra en la iglesia de San Francesco que data al siglo XII. La iglesia servia a San Sirolo pero fue concedida a los franciscanos de la condesa Tommasa Palteana en 1276. El estilo del museo al exterior es gótico, con algunos elementos arquitectónicos como la fachada de una estructura que aproxima al estilo del tricentésimo, al interno tiene un estilo 
Barroco. El proyecto de la arquitectura del museo y la administraciòn del proyecto fueron ejecutados por los arquitectos Romina Primavera y Giuseppe Martino.
El proceso de restauración fueron controlados por la empresa de construcciones generales  S.C.A.R.L di Guardiagrele